# Outlaw (Les Tuniques bleues)
Pour les articles homonymes, voir Outlaw.
Outlaw, anciennement connu sous le nom des Hors-la-loi avant la sortie en album, est le 4e album de la série de bande dessinée Les Tuniques bleues de Raoul Cauvin et Louis Salvérius. L'œuvre est publiée dans les numéros 1800 à 1813 du journal Spirou puis en 1973 en album.
Le dessinateur Salvérius étant décédé avant d'avoir terminé l'album, c'est Lambil qui prit le relais pour illustrer les huit dernières planches.

## Résumé
En 1863, la guerre fait rage entre les Nordistes et les Sudistes. Pilonnées par l'artillerie de l'ennemi, les troupes unionistes du général Küstler se replient prudemment vers des positions plus sûres. 
Ils sont alors attaqués par des amérindiens Comanches et par des bandits mexicains. De façon coordonnée, ils harcèlent les deux armées par leurs assauts, les Amérindiens occupant les troupes, tandis que les Mexicains volent des chariots et du matériel, submergeant les sentinelles. 
Irrités et affaiblis, Nordistes et Sudistes concluent une trêve exceptionnelle le temps de résoudre le problème de ces outlaws. La stratégie du général Küstler consiste à infiltrer des agents pour trouver les repaires des bandits, et éliminer l'organisation des outlaws. Dans ce but, il dégrade et chasse de l'armée deux soldats, le sergent Chesterfield et le caporal Blutch. Le caporal ayant ouvertement accusé le général de lâcheté et de sadisme, Kürstler éloigne ainsi une menace pour son autorité.
Redevenus des civils, Chesterfield et Blutch sont embauchés le lendemain par des cow-boys dirigeant un ranch, et qui remettent gratuitement de la viande à partir d'un troupeau aux Amérindiens, tout comme aux Nordistes et aux Sudistes. Ce ranch, qui sert de courroie de transmission entre les Amérindiens et les Mexicains, est dirigé par MacCoy, un forban sans scrupule, et par ses adjoints Bill et Mathias. 
Quand les agents infiltrés découvrent que MacCoy et ses sbires revendent de la viande avariée aux amérindiens, ils essayent de déclencher une guerre contre les Mexicains, dirigés par l'irascible et vindicatif Gonzales, le plus influent des outlaws. Leur initiative réussira à moitié car les cowboys sont massacrés par les Amérindiens, et MacCoy assassiné par Gonzales, mais ils sont démasqués et emmenés par les Mexicains dans leur repaire. 
Gonzales a mis la main sur une gatling, mais ignore son fonctionnement. Il souhaite que Blutch et Chesterfield apprennent aux outlaws à s'en servir. Les deux soldats ne se contentent pas de montrer son fonctionnement, mais retournent l'arme contre les outlaws et font un carnage. Gonzales assassine le chef des Comanches qui souhaitait se rendre aux Tuniques bleues, déclenchant une guerre civile entre les Mexicains et les Amérindiens. 
Quant à Blutch et à Chesterfield, ils sont finalement capturés par les Mexicains après avoir détruit la gatling, et sont sauvés par l'arrivée de la cavalerie nordiste et sudiste, appelée grâce à un autre espion, mais sudiste. Cet espion n'est autre que Mathias, qui avait simulé sa mort lors de la bataille entre cowboys et Amérindiens. 
L'organisation de Gonzales est démantelée, les Mexicains et les Amérindiens survivants arrêtés. La guerre entre Nordistes et Sudistes peut donc reprendre normalement, au grand plaisir du général Küstler.

## Personnages principaux
- Sergent Chesterfield : dans cet album, le sergent s'oppose encore une fois à Blutch, mais ne lui donnera pas toutefois autant de coups que dans d'autres albums antérieurs, comme dans Et pour quinze cents dollars en plus. Ridiculisé devant Kürstler, Chesterfield, s'il fait preuve de bonne volonté et d'un certain talent stratégique, notamment en parvenant à subtiliser la gatling ennemie, montrera en même temps sa célèbre malchance, quand l'arme s'enrayera. Effondré quand il a été renvoyé de l'armée par Kürstler, on comprend que rien d'autre ne compte pour Chesterfield que l'armée et son sens du devoir. Il est incapable de lutter contre un ordre direct d'un supérieur, ce qu'on pouvait déjà constater dès le deuxième album, Du Nord au Sud, mais le constat est ici encore plus marquant. Les origines d'une telle motivation sont précisées dans une bande dessinée postérieure, Blue rétro.
- Caporal Blutch : lâche dans les précédents albums, Blutch commence ici à acquérir son côté forte tête et indiscipliné, notamment en s'opposant avec obstination au général Kürstler, ce qui lui vaut d'être mis aux arrêts, et donne au général un motif tout trouvé pour cette mission secrète. Blutch commence ici à apparaître dans l'image classique que l'on a de lui : un soldat, non pas lâche, mais avant tout fortement pacifiste, amoureux absolu de la liberté, et dont la présence dans un corps militaire ne cesse d'étonner. Il risque même de déclencher une mutinerie en clamant violemment ses positions, recevant le soutien discret de plusieurs soldats. Plusieurs albums postérieurs expliqueront notamment comment Blutch a été enrôlé dans l'armée (Blue rétro) et aussi d'où lui vient son goût pour la liberté, ce qui est indiqué dansVertes Années.
- Plume d'Argent : première apparition de ce fameux personnage, un éclaireur indien au service des Tuniques Bleues. Outre son rôle d''intermédiaire entre les tribus indiennes et l'armée de l'Union, Plume d'Argent sert aussi d'agent infiltré, de guide, et fait preuve d'un acerbe sens de l'humour. C'est néanmoins un camarade de valeur, qui essaiera tant bien que mal dans cet album d'aider Blutch et Chesterfield à provoquer une discorde entre les Comanches et les Indiens... avec un succès mitigé. Dans les albums postérieurs, Plume d'Argent sera affecté à Fort Bow.
- Général Kürstler : Kürstler est un vieil officier, qui dirige les forces nordistes dans la région. Irascible, il n'est visiblement guère apprécié des soldats, qui le respectent seulement pour son grade. Toutefois, Kürstler est un commandant habile, qui sait exploiter au mieux les faiblesses de certains de ses soldats pour arriver à ses fins. Il se soucie peu de la mise en forme et du respect des procédures, n'hésitant pas par exemple à organiser une fausse cérémonie de destitution pour tromper la prudence des criminels sévissant dans la région.
- Mathias : ce personnage rieur est l'un des hommes de Mac Coy. Il œuvre en réalité pour le camp des Sudistes, mais est relativement plus malin que Blutch et Chesterfield, puisqu'il ne se fera pas découvrir. Mathias manquera toutefois de se faire tuer, et fait preuve d'un trait caractéristique, qui irritera rapidement les agents nordistes : il ne peut s'empêcher de rire pour un oui ou pour un non, même quand il est grièvement blessé.
- Gonzalés : le cruel chef des bandits mexicains est un homme sadique et pervers, qui vend de la viande avariée à ses alliés sans raison. Raciste et immoral, il n'hésite pas à abattre ses propres hommes pour négligence, utilisant des sanctions largement disproportionnées. Sa propension naturelle à la fureur est d'ailleurs la véritable raison de sa chute, et pas tant les agents infiltrés que sont Blutch et Chesterfield. En insultant le chef des Comanches, il provoquera sans véritablement le vouloir un conflit entre ses troupes et les Indiens, ce qui sonnera sa chute.

## Erreur dans l'album
À la deuxième vignette de la troisième planche de la septième page, on peut apercevoir, quand Blutch est assis sur un rocher en train de discuter avec Chesterfield, qu'il a trois galons, et non deux. Or, le grade de caporal ne comporte que deux galons, les trois galons étant réservés pour le sergent.